# Jagdstaffel 12
Jagdstaffel 12 – Königlich Preußische Jagdstaffel Nr. 12 – Jasta 12 jednostka lotnictwa niemieckiego Luftstreitkräfte z okresu I wojny światowej.

## Informacje ogólne
Jednostka została utworzona w Riencourt we Francji w październiku 1916 roku w pierwszym etapie reorganizacji lotnictwa. Organizację eskadry powierzono jednemu z najbardziej doświadczonych pilotów niemieckich porucznikowi Paulowi von Osterroht z pilotów i samolotów należących głównie do KEK West w Douai oraz Fokkerstaffel-West. Pierwsze zwycięstwo piloci eskadry odnieśli 4 grudnia 1916 roku.
W całym okresie swojej działalności operowała na froncie zachodnim. Eskadra walczyła na samolotach Fokker D.I, Albatros D.V, Fokker D.VII, Fokker Dr.I. Samoloty eskadry miały pomalowane na czarno ogony i stateczniki poziome.
2 lutego 1918 roku Jasta 12 wraz z Jagdstaffel 13, Jagdstaffel 15 i Jagdstaffel 19 weszła w skład większej jednostki taktycznej Jagdgeschwader II (JG II) dowodzonej przez kapitana Adolf Ritter von Tutschek.
Jasta 12 w całym okresie wojny odniosła 104 zwycięstwa nad samolotami wroga. W okresie od grudnia 1916 do listopada 1918 roku jej straty wynosiły 17 zabitych w walce, 8 rannych oraz 1 w niewoli.
Łącznie przez jej personel przeszło 14 asów myśliwskich:
Adolf Ritter von Tutschek (24), Hermann Becker (23), Ulrich Neckel (10), Reinhold Jörke (9), Adolf Schulte (9), Viktor Schobinger (8), Paul von Osterroht (7), Friedrich Gille (6), Otto Klaiber (6), Paul Billik (4) Otto Rosenfeld (4), Walter Ewers (3), Otto Splitgerber (3), Robert Hildebrandt (1)

## Dowódcy Eskadry
| Stopień      | Nazwisko                  | Okres                   |
| ------------ | ------------------------- | ----------------------- |
| Kapitan      | Paul von Osterroht        | 06.10.1916 – 28.04.1917 |
| Porucznik    | Adolf Ritter von Tutschek | 28.04.1917 – 11.08.1917 |
| Podporucznik | Viktor Schobinger         | 11.08.1917 – 15.11.1917 |
| Porucznik    | Otto von Nostitz          | 15.11.1917 – 02.02.1918 |
| Porucznik    | Paul Blumenbach           | 02.02.1918 – 18.05.1918 |
| Porucznik    | Robert Hildebrandt        | 18.05.1918 – 13.07.1918 |
| Porucznik    | Hermann Becker            | 13.07.1918 – 11.11.1918 |